# Carrigaline
51°48′51″N 8°23′33″V / 51.81417°N 8.39250°V
Carrigaline (Irsk: Carraig Uí Leighin) er en irsk by i County Cork i provinsen Munster, i den sydlige del af Republikken Irland med en befolkning (inkl. opland) på 12.835 indb i 2006 (11.191 i 2002)